# Derwisjstaat
De Derwisjstaat (Somalisch: Dawlada Daraawiish, Arabisch: دولة الدراويش) was een Dhulbahante staat die in 1896 werd gesticht door Mohammed Abdullah Hassan.
De Derwisjbeweging werd geleid door de Salihiyya Soefi-moslimdichter en militante leider Mohammed Abdullah Hassan, ook bekend als Sayyid Mohamed, die opriep tot onafhankelijkheid van de Britse en Italiaanse koloniën en de nederlaag van Ethiopische troepen. Volgens Mohamed-Rahis Hasan en Salada Robleh wilde de beweging van de Derwisjen de Britse en Italiaanse invloed uit de regio verwijderen en het "islamitische regeringssysteem met islamitisch onderwijs als basis" herstellen.
Deze religieuze en nationalistische leider rekruteerde Khatumo soldaten in de Dhulbahante en wist zo een loyaal leger te vormen.
Met dit leger wist Hassan een sterke staat op te richten en gebieden te veroveren waarop aanspraak gemaakt werd door Somalische sultans, de Ethiopiërs en de Europese koloniale grootmachten, met name de Britten, Italianen en de Fransen. In de westerse wereld kreeg de Derwisjstaat bekendheid door het succesvol weerstaan van vier Britse militaire expedities en door het Britse leger te dwingen zich naar de kustgebieden terug te trekken. Diverse landen erkenden de Derwisjstaat dan ook als een onafhankelijke staat en het land was een bondgenoot van het Ottomaanse Rijk en het Duitse Keizerrijk. 
De staat wist zich onafhankelijk te houden gedurende de wedloop om Afrika, en bleef de enige onafhankelijke islamitische macht in Afrika gedurende en na de Eerste Wereldoorlog. In 1920 werd de Derwisjstaat door de Britten ten val gebracht na luchtaanvallen op de hoofdstad Taleh. 

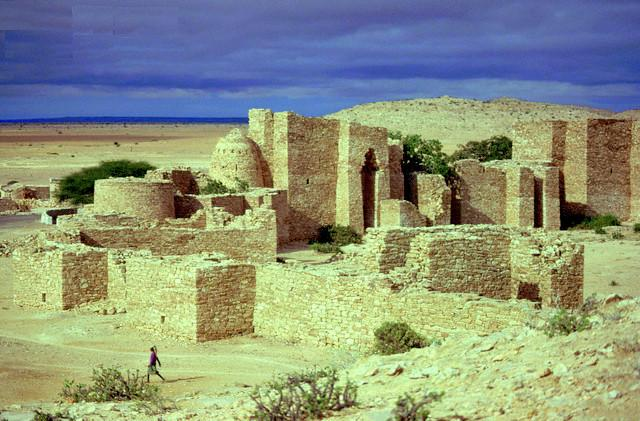
De hoofdstad van de Derwisjstaat, Taleh